# البلد الجميل
البلد الجميل هو فيلم من نوع دراما أُصدر في 2004. الفيلم من توزيع سوني بيكتشرز كلاسيك، وهو من إخراج هانز بيتر مولاند، أما السيناريو فكان من كتابة سابينا موراي.

## القصة
تقع أحداث الفيلم في الولايات المتحدة.

## طاقم التمثيل
- نيك نولتي
- تيم روث
- باي لينغ
- تيمويرا موريسون
- تشابمان تو [الإنجليزية]‏

## الإنتاج
موسيقى الفيلم التصويرية كانت من تأليف Zbigniew Preisner ‏.

## وصلات خارجية
- البلد الجميل على موقع IMDb (الإنجليزية)
- البلد الجميل على موقع ميتاكريتيك (الإنجليزية)
- البلد الجميل على موقع روتن توميتوز (الإنجليزية)
- البلد الجميل على موقع نتفليكس (الإنجليزية)
- البلد الجميل على موقع قاعدة بيانات الأفلام العربية
- البلد الجميل على موقع ألو سيني (الفرنسية)
- البلد الجميل على موقع Turner Classic Movies (الإنجليزية)
- البلد الجميل على موقع أول موفي (الإنجليزية)
- البلد الجميل على موقع بوكس أوفيس موجو (الإنجليزية)
- البلد الجميل على موقع فيلمافينيتي (الإسبانية)